# Mount Vanderheyden
Mount Vanderheyden är ett berg i Antarktis. Det ligger i Östantarktis. Norge gör anspråk på området. Toppen på Mount Vanderheyden är 2 120 meter över havet.
Terrängen runt Mount Vanderheyden är platt åt nordväst, men åt sydost är den kuperad. Trakten är obefolkad. Det finns inga samhällen i närheten.